# Nowokuli
Nowokuli (ros. Новокули) – wieś w Rosji, w Dagestanie, w rejonie nowolackim. W 2010 liczyła 2386 mieszkańców, głównie Laków.